# Jerzy Hojarczyk

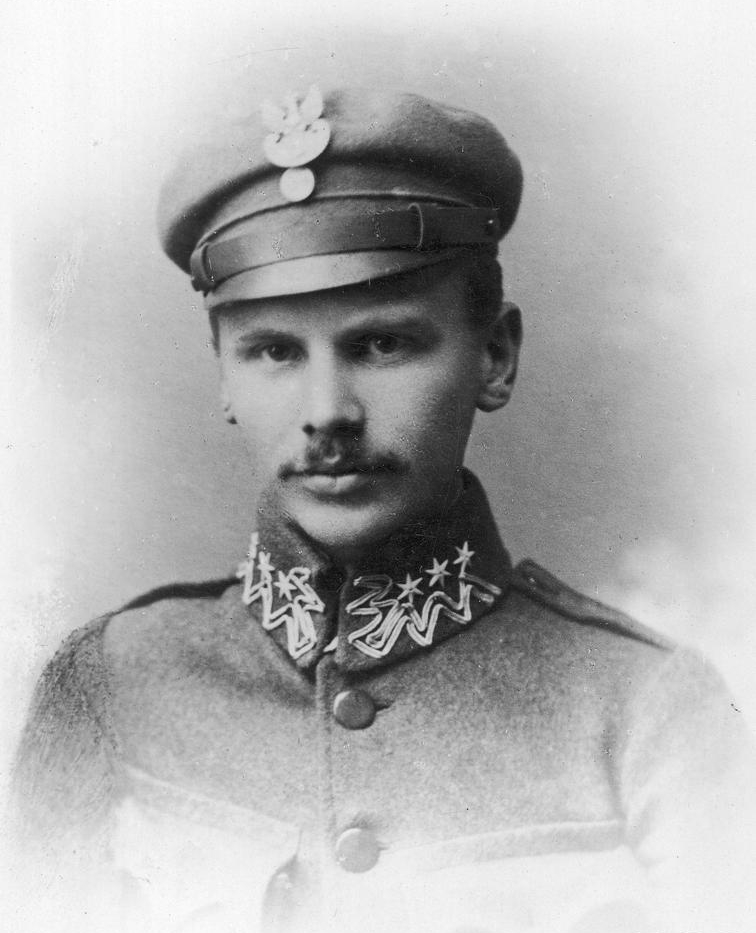
Jerzy Hojarczyk w mundurze sierżanta w 1914

Jerzy Mieczysław Hojarczyk, ps. „Biały” (ur. 10 kwietnia 1894 w Wieliczce, zm. 5 stycznia 1951) – major intendent z wyższymi studiami wojskowymi Wojska Polskiego, kawaler Orderu Virtuti Militari.

## Życiorys
Był synem Jana – urzędnika magistratu w Wieliczce, i Stefanii z Bretschneiderów. Od roku 1904 uczęszczał do gimnazjum w Podgórzu a następnie do III Gimnazjum w Krakowie gdzie w 1912 zdał maturę. Został studentem prawa Uniwersytetu Jagiellońskiego. W latach 1912–1914 był członkiem Związku Strzeleckiego w Wieliczce. 
7 sierpnia 1914 znalazł się jako sierżant w grupie 37 członków Związku Strzeleckiego włączonego w skład 1 kompanii V batalionu I Brygady Legionów Polskich. 25 grudnia 1914 został poważnie ranny w obie ręce i bark w bitwie pod Łowczówkiem. Od 26 grudnia 1914 do 17 marca 1917 znajdował się w rosyjskiej niewoli w obozie jenieckim w Samarze. Po powrocie najpierw w macierzystej jednostce a następnie od 17 listopada 1918 jako kapitan w 5 pułku piechoty.
1 czerwca 1921 roku pełnił służbę w baonie zapasowym 5 pp Leg., a jego oddziałem macierzystym był Wojskowy Okręgowy Zakład Gospodarczy Nr 1 w Warszawie-Powązkach. 3 maja 1922 roku został zweryfikowany w stopniu kapitana ze starszeństwem z dniem 1 czerwca 1919 roku i 137. lokatą w korpusie oficerów administracji, dział gospodarczy, a jego oddziałem macierzystym był nadal WOZG Nr 1. W następnych latach pełnił służbę w 1 Okręgowym Szefostwie Intendentury w Warszawie, pozostając oficerem nadetatowym Okręgowego Zakładu Gospodarczego Nr 1. W latach 1928–1934 pełnił służbę w 2 Okręgowym Urzędzie Wychowania Fizycznego i Przysposobienia Wojskowego w Lublinie. W grudniu 1934 roku został przeniesiony do Szefostwa Intendentury Okręgu Korpusu Nr II w Lublinie na stanowisko kierownika referatu. 27 czerwca 1935 roku został mianowany majorem ze starszeństwem z dniem 1 stycznia 1935 roku i 4. lokatą w korpusie oficerów intendentów. Od 15 listopada 1935 obowiązki służbowe łączył ze społeczną funkcją skarbnika Okręgu Lubelskiego Ligi Morskiej i Kolonialnej. W 1939 roku pełnił służbę w Departamencie Intendentury Ministerstwa Spraw Wojskowych na stanowisku kierownika referatu zaopatrzenia Wydziału Kwaterunkowego. W tym samym roku opublikował pracę Związki Strzeleckie w obwodzie wielickim 1912–1914. 
We wrześniu 1939 roku został internowany w Rumunii, a w marcu 1941 roku przekazany Niemcom i osadzony w Oflagu VI E Dorsten. 17 września następnego roku został przeniesiony do Oflagu VI B Dössel .Tu w 1947 roku dostał wylewu krwi do mózgu. Tego jeszcze roku powrócił do Polski zmarł w 1951.

## Ordery i odznaczenia
- Krzyż Srebrny Orderu Wojskowego Virtuti Militari[16] nr 6572 (17 maja 1922)[17][18]
- Krzyż Niepodległości (13 kwietnia 1931)[19]
- Krzyż Walecznych (trzykrotnie)
- Złoty Krzyż Zasługi (18 lutego 1939)[20]
- Srebrny Krzyż Zasługi (10 listopada 1928)[21][22]
- Medal Pamiątkowy za Wojnę 1918–1921
- Medal Dziesięciolecia Odzyskanej Niepodległości
- Odznaka za Rany i Kontuzje
- Odznaka „Za wierną służbę”